# ペルソナ×探偵NAOTO
『ペルソナ×探偵NAOTO』（ペルソナ たんていナオト、Persona × Detective NAOTO）は、間宮夏生による日本のライトノベル。イラストは表紙・口絵を副島成記、挿絵を曽我部修司が手掛けている。電撃文庫（アスキー・メディアワークス）より2012年6月に刊行された。ATLUSから発売されたコンピュータRPG『ペルソナ4』の登場人物である白鐘直斗を主人公としたスピンオフ作品であり、初の公式ノベライズ。
士貴智志の作画によるコミカライズが『電撃マオウ』2013年2月号から2015年2月号まで連載された。

## ストーリー
『ペルソナ4』で語られた、稲羽市で起きた連続殺人事件から1年後……。警察からの信頼も厚い高校生探偵・白鐘直斗は、旧知の刑事・蒼井瞳子から「高校生の失踪事件」の捜査協力を依頼されて、事件の発生している八意市を訪れることになった。
そこで待っていたのは、機械仕掛けの青年・黒神創世との出会いと、直斗の新たなペルソナ「アマツミカボシ」の覚醒だった。桐条グループにより製造されたロボットである創世をパートナーに、事件捜査に乗り出した直斗だったが、傲岸不遜な創世とたびたび衝突してしまう。
そして事態は、不穏な謎のWEBサイト「マヨナカサイト」を巡る殺人事件へ発展していく。

## 登場人物

### メインキャラクター
白鐘 直斗（しろがね なおと）
本作の主人公。探偵一族・白鐘家の五代目。高校生でありながら現役の探偵である。中性的で端正な容姿から世間では「探偵王子」の愛称で呼ばれているが、女性。八十稲羽市での事件が解決した後も変わらず男装を続けているが、肉体的な成長から現状に限界を感じ始めており、アイドルのりせに「グラビアアイドル顔負けのスタイル」と言わしめるほど。
古くからの知人である瞳子からの捜査協力の依頼を受け八意市を訪れ、創世とパートナーを組むことになるが、何もかも正反対な創世に何かと振り回されることになる。
精神への干渉実験の失敗による暴走状態の創世に襲われるアクシデントがきっかけで新たなペルソナ「アマツミカボシ」が覚醒する。
アマツミカボシは現実世界でも発現が可能である。能力は他者のペルソナ能力を調律するアビリティチューン。
黒神 創世（くろがみ そうせい）
直斗のパートナーとなる機械仕掛けの青年。桐条グループにより製造されたロボットで正式名称は「対シャドウ特別制圧兵装R零式GENESIS（ジェネシス）」。レーシング仕様のバイクに変形する機能を有した「可変式ロボット」である。コミカライズ版では交通機動隊の制服以外に、ライダースジャケットを羽織り過去の事件現場へ献花を送るシーンやご当地マスコットの着ぐるみを着用している姿が描かれた。
本来はシャドウとの戦闘を意図された機体だが性能の欠落から不採用となった過去を持つ。現在は人型ロボットの犯罪捜査現場への投入実験のため桐条グループから八意警察に貸し出され、対シャドウ兵器として最後発機ながら稼働時間が過去最長の機体。そのため、黄揚曰く「人格の成熟度合いや一般的な知識の量はなかなかのもの」で会話も非常に流暢。性格は直情径行にして傲岸不遜で、パートナーの直斗とは度々衝突を繰り返す。そのたびに直斗と正面から向き合い、お互いを認め合うようになっていく。
精神への干渉実験の失敗から暴走から直人に襲い掛かるがペルソナ使い同士の共鳴から停止した。直斗を最初に見た時から女性であると気づいており、直斗に「何でお前は男の格好をしているんだ？」と質問を投げかけた。（創世いわく「センサーで見る分には服はあってもなくても変わらない」ため）
所有するペルソナは「ツクヨミ」。能力は死者が生前に残した声を検出して文字化するパスト・リーディング。当初は非戦闘系ペルソナであることに不満を抱えていたが、なぜツクヨミが自信に生まれたのかその理由を察したことにより受け入れることができた。また、ツクヨミのデザインはキャラクターデザインを担当した副島成記が新たにデザインしたが、同じくデザインしたペルソナ4の派生作品であるP4U2で登場する物と異なる。
蒼井 瞳子（あおい とうこ）
八意警察の女性刑事。直斗に失踪事件への捜査協力を依頼した張本人。優秀な刑事であり、男勝りで飾り気がないが胸元には紫色の石がついたネックレスを着用している。
所有するペルソナは「クシナダヒメ」。能力は10分先の未来を視ることが出来る予知力（プレコグニション）。コミカライズでは瞳子本人が所持するクシナダヒメの姿が描かれたが、コミカライズオリジナルのデザイン。

### サブキャラクター
黄揚 鉄馬（つげ てつま）
八意警察の特別科学調査室の男性室長。桐条グループの研究者で、現在は創世（ジェネシス）とともに八意警察に出向している。細かいことは気にしない豪快な性格。
ペルソナ能力は持たない代わりに対シャドウ兵器の開発に携わり、ペルソナやシャドウについての知識は豊富。創世のメンテナンスも担当しており、コミカライズではあるアクシデントから泥まみれになった創世を回収した後、機械部分を細かくチェックしている。
黒神 愛（くろがみ あい）
創世の妹。桐条グループが開発した対シャドウ特別制圧兵装で創世の後継機である。
素直な性格で黄楊家の家事をこなすしっかり者の妹。コミカライズではべスパ型のバイクに変形可能で、創世の代わりに直斗を現場へ向う姿が描かれた。普段は黒いスカート（チュチュ）を着用している。また、創世の過去についても直斗に伝えている。
黒神 友里（くろがみ ゆうり）
桐条グループの研究者で創世や愛にとって母親に当たる人物。ペルソナが覚醒しないことにより廃棄される運命にあった創世と愛を引き取り、実験を繰り返し行っていたが失敗による爆破事故によって故人となった。その後、創世に非戦闘系ペルソナであるツクヨミが覚醒する。

## 制作背景
『ペルソナ4』を継承しながらも独立したシリーズ新作ということを強調するため、タイトルロゴはペルソナ開発チームであるP・STUDIOが制作している。また直斗をはじめとした主要キャラクターはゲーム開発と同様のコストのかけ方でキャラクターデザインされている。

## 既刊一覧
- 間宮夏生（著） / 副島成記（表紙イラスト） / 曽我部修司（挿絵イラスト） 『ペルソナ×探偵NAOTO』 アスキー・メディアワークス〈電撃文庫〉、2012年6月10日発売[3]、ISBN 978-4-04-886419-0

## 漫画
- ATLUS（原作） / 間宮夏生（ストーリー原案）（キャラクター原案） / 士貴智志（作画） 『ペルソナ×探偵NAOTO』 アスキー・メディアワークス〈電撃コミックスNEXT〉、既刊2巻（2014年5月27日現在）
  1. 2013年8月10日発売[4]、ISBN 978-4-04-891838-1
  2. 2014年5月27日発売[5]、ISBN 978-4-04-866341-0